# Lindsaea divaricata
Lindsaea divaricata är en ormbunkeart som beskrevs av Kl. Lindsaea divaricata ingår i släktet Lindsaea och familjen Lindsaeaceae. Inga underarter finns listade.